# (2161) Grissom
(2161) Grissom es un asteroide perteneciente al cinturón de asteroides descubierto por el equipo del Indiana Asteroid Program el 17 de octubre de 1963 desde el Observatorio Goethe Link de Brooklyn, Estados Unidos.

## Designación y nombre
Grissom se designó al principio como 1963 UD.
Posteriormente, en 1981, fue nombrado en honor del astronauta estadounidense Virgil I. Grissom (1926-1967).

## Características orbitales
Grissom orbita a una distancia media del Sol de 2,751 ua, pudiendo alejarse hasta 3,191 ua y acercarse hasta 2,311 ua. Tiene una excentricidad de 0,16 y una inclinación orbital de 7,308 grados. Emplea 1667 días en completar una órbita alrededor del Sol.

## Características físicas
La magnitud absoluta de Grissom es 12,2 y el periodo de rotación de 5,063 horas. Está asignado al tipo espectral C de la clasificación SMASSII.